# 6200 Hachinohe
6200 Hachinohe (1993 HL) là một tiểu hành tinh vành đai chính được phát hiện ngày 16 tháng 4 năm 1993 bởi Endate và Watanabe ở Kitami.